# Castillo Kremenets
El castillo Kremenets es un fortín localizado en Kremenets, Ucrania.

## Historia
El castillo fue construido en la cima de una montaña escarpada llamada Bona monte, esta montaña domina la ciudad. La torre del homenaje se encuentra en su lado oeste, y su anchura era de 65 metros (213 pies) de longitud y de 135 metros (443 pies). Toda la elevación fue rodeada por un muro de piedra. En el siglo XVI, el castillo tenía tres torres.
En octubre de 1648, después de permanecer durante seis semanas, el coronel de cosacos Maksym Krzywonos conquistó el castillo y lo destruyó. El castillo no fue reconstruido y cayó en mal estado, que sigue siendo hasta nuestros días.